# Ante Matić
Ante Matić (Borčani, Tomislavgrad, 27. veljače 1945.), hrvatski pjesnik, prozaik, kritičar, esejist i polemičar.

## Životopis
Osnovnu školu učio je u rodnom selu, Kongori, Šujici i Duvnu, a gimnaziju u Zadru, Pazinu i Splitu, telogiju je studirao u Firenci, talijanski jezik u Sieni, filozofiju i sociologiju u Skopju i Beogradu te novinarstvo u Zagrebu.
Prozu i poeziju piše i objavljuje od 1965. Prevodio je talijanske, španjolske, njemačke i engleske pjesnike. Redovni je član Hrvatske akademije znanosti i umjetnosti[nedostaje izvor] i član je Društva hrvatskih književnika Herceg Bosne i Hrvatskog novinarskog društva. Suosnivač je mjesečnika Naša ognjišta, tjednika Susedgradski list i dvotjednika Grafičar. Bio je novinar, kolumnist i urednik u Večernjem listu. Surađivao je i surađuje u književnim glasilima i časopisima u Hrvatskoj, Bosni i Hercegovini, Argentini, Australiji, Njemačkoj i Italiji. Bio je dobrovoljac 
Hrvatske vojske u obrambenom i oslobodilačkom ratu 1991. – 1995. godine i ratni izvjestitelj. Nositelj je Spomenice Domovinskog rata 1991.
Dobitnik je Danteove nagrade za poemu Canto dolente u Firenci 1971. godine. Dvije godine kasnije nagrađen je Areninom nagradom za kratku priču Crni orlovi u Zagrebu, a Šimićevom nagradom 2001. godine za knjigu pjesama Nebeska galija i Matice hrvatske 2002. godine za novelu Sizif i mrav. Živi i radi u Zagrebu.
2002. godine je istup Ante Matića na Izbornoj skupštini Društva hrvatskih književnika izazvao cijepanje, istupanje brojnih književnika iz Društva i osnivanje konkurentskog Hrvatskog društva pisaca. Matić je prema riječima prvog predsjednika novoosnovanog društva Velimira Viskovića bio verbalno napao predsjednicu hrvatskog PEN-a na nedopustiv način, a uprava DHK-a se od toga nije ogradila, zbog čega je došlo do odvajanja.

## Djela
- Objahana zemlja, priče, Zagreb, 1989.
- Berlinski zid, priče i novele, Zagreb, 1990.
- ljudinjak, filozofska proza, Rijeka, l995.
- Lijepa naša tuđina, priče, Zagreb, l997.
- Božićne priče, novele, Duvno, 1997.
- Nebeska galija, pjesme, Mostar, 2000.
- Barakaši, memoarska proza, Zagreb, 2002.
- Sizif i mrav, priče, Mostar – Travnik, 2006.
- Imoćani, publicistika, Zagreb, 2006.
- Priča o Hrvatima, roman, Sarajevo, 2007.
- Kamena knjiga, pjesme, Sarajevo, 2009.
- Vjera u Boga i hrvatska sloga, Zagreb, 2009.
- Trojica, memoarska proza, Zagreb, 2010.
- Diva i Slava, novele i priče, Zagreb, 2013.
- Bog i drugovi, roman, Zagreb, 2017.
- Priča iseljenika, proza, Zagreb, 2018.
- Vranske mučenice, priče, Zagreb, 2020.
- Stranka opasnih namjera, Zagreb, 2020.

## Vanjske poveznice
|  | Wikicitati imaju zbirke citata o temi Ante Matić |